# Чаошаньцы в Гонконге

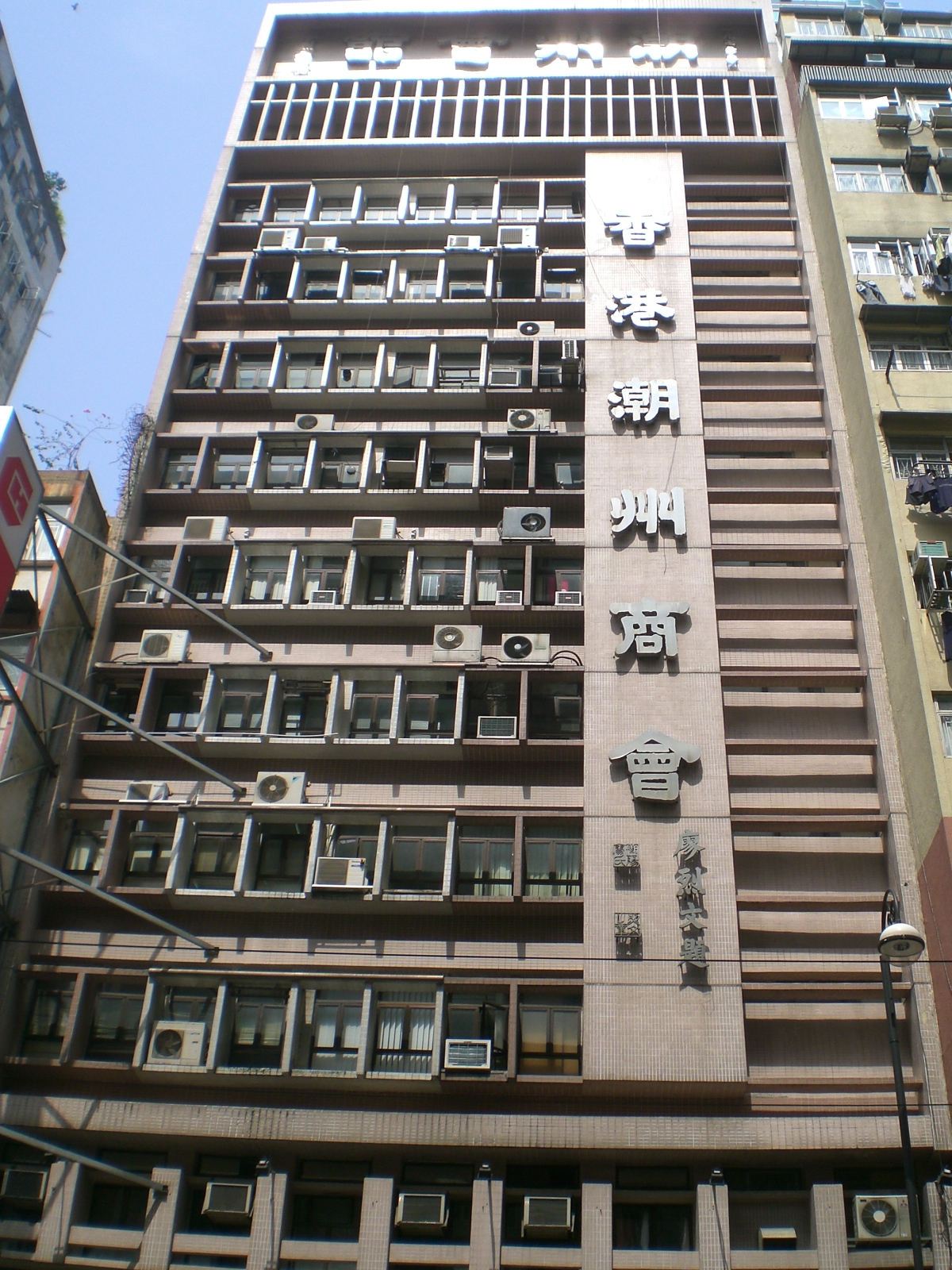
Здание торговой палаты Чаочжоу в Гонконге

Чаошаньцы (также известны как чаочжоусцы, англ. Teochew people, англ. Chaozhou people, англ. Chiuchow people, кит. 潮州人) — одна из крупнейших этнолингвистических групп населения Гонконга. Предки гонконгских чаошаньцев происходят из региона Чаошань в северо-восточной части Гуандуна (округа Чаочжоу, Шаньтоу, Цзеян, частично Шаньвэй) и говорят на чаошаньском наречии южноминьского языка. 
По культуре и языку чаошаньцы близки к хокло и кантонцам, однако имеют и свои культурно-бытовые отличия, в том числе собственную кухню и свой стиль искусства (чаошаньские разновидности китайской оперы, танцев и резьбы по дереву).  

## История
В 1653 году маньчжуры уничтожили около 100 тыс. жителей Чаочжоу, что вызвало первую крупную волну беженцев из региона. Во второй половине XIX — первой половине XX века многие чаошаньцы эмигрировали через Гонконг и Шаньтоу в Сингапур, Малайзию, Индонезию, Таиланд, Вьетнам, Камбоджу, на Филиппины, а также в США, Канаду и Австралию.
В 1911 году в Гонконге насчитывалось 6,6 тыс. чаошаньцев, в 1921 году — 8 тыс., в 1931 году — 11,4 тыс.. В 1929 году выходцы из Чаочжоу создали в Гонконге крупное землячество «Люйган Чаочжоу Тунсянхуэй». В начале 1950-х годов крупнейшая триада чаочжоуских гангстеров «Чаочжоу бан» смогла потеснить могущественную группировку шанхайских гангстеров «Цинбан» на героиновом рынке Гонконга.
В 1961 году в Гонконге проживало 257 тыс. уроженцев Чаочжоу, в 1971 году — 391 тыс.. В 1996 году 1,1 % гонконгцев разговаривал на чаошаньском диалекте, в 2001 году — 1,0 %, в 2006 году — 0,8 %. Большая часть чаошаньцев во втором и третьем поколении перестаёт пользоваться родным языком и переходит на более престижный в Гонконге кантонский диалект.

## Современное положение
Чаошаньцы Гонконга исповедуют буддизм, даосизм, конфуцианство и синкретический культ дэцзяо. Чаошаньцы представлены в Гонконге влиятельной деловой общиной, к которой принадлежат Ли Кашин (совладелец многопрофильной группы CK Hutchison Holdings), Линь Байсинь (совладелец Lai Sun Group и Asia Television Limited), Альберт Ёнг (совладелец Emperor Group), Джозеф Лау (совладелец Chinese Estates), Винсент Ло (совладелец Shui On Group), Френсис Чой (совладелец Early Light International), Чарльз Хун (основатель киностудий Win's Entertainment и China Star Entertainment Group).
Среди других знаменитых чаошаньцев Гонконга — кинорежиссёры Ринго Лэм и Герман Яу, кинопродюсер Чуа Лам, фотограф Чан Фоули, философ Чжао Тинъян, поэт и художник Цзао Цунъи, актёры и актрисы Канти Лау, Саммул Чан, Эмиль Чау, Мэтью Ко, Квонг Ва, Сэмми Ченг, Ада Чой, Стивен Ма и Стефан Вонг.